# Bhabha Atomic Research Centre

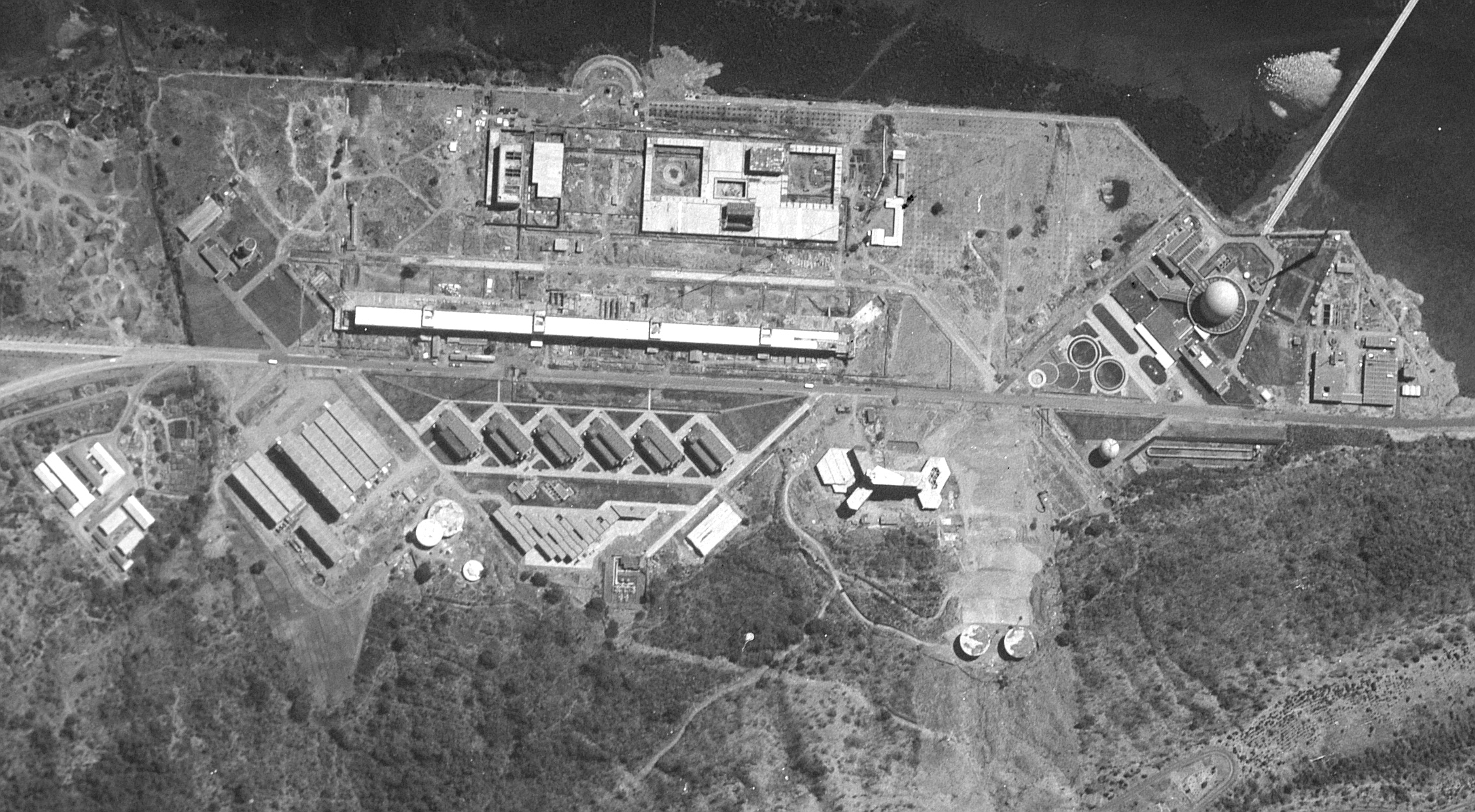
Bhabha Atomic Research Centre auf US-Satellitenaufnahme vom Februar 1966

Das Bhabha Atomic Research Centre (BARC) in Trombay, Maharashtra wurde am 20. Januar 1957 als Atomic Energy Establishment Trombay (AEET) vom damaligen indischen Ministerpräsidenten Jawaharlal Nehru gegründet. Die Anlage liegt etwa 15 km nordöstlich des Zentrums von Mumbai am Thane Creek.
Als sein Leiter wurde Homi Jehangir Bhabha ernannt. Nachdem dieser im Januar 1966 bei einem Flugzeugabsturz in den Schweizer Alpen ums Leben gekommen war, benannte die Ministerpräsidentin Indira Gandhi das Zentrum ein Jahr später um in Bhabha Atomic Research Centre.
Das BARC beschäftigt rund 7000 Mitarbeiter. Sie sind in allen Bereichen der Nuklearforschung (Wiederaufarbeitung, Kernwaffen, Reaktorforschung usw.) tätig.

## Die Reaktoren
Es befinden sich zahlreiche kerntechnische Anlagen auf dem Gelände.
Der erste Reaktor Indiens, APSARA, ein Leichtwasserreaktor im Schwimmbad-Design von ca. 1 Megawatt Leistung, wurde noch mit Hilfe der Briten aufgebaut. Er wurde am 4. August 1956 zum ersten Mal kritisch.
Der zweite, CIRUS (Canadian Indian Reaktor with US heavy water), ein Reaktor mit 40 Megawatt Leistung, wurde mit Hilfe der Kanadier am 10. Juli 1960 kritisch. Mit diesem Reaktor war es nun möglich, jährlich ca. 8 Kilogramm Plutonium zu erzeugen.
Der dritte, Zerlina, ein Forschungsreaktor, wurde am 1. Januar 1961 kritisch und 1983 endgültig abgeschaltet.
Alle drei Reaktoren wurden mit Hilfe des Auslands gebaut. Als Reaktion auf den indischen Kernwaffentest von 1974 wurde die nukleare Zusammenarbeit faktisch eingestellt.
Der Dhruva-Reaktor wurde am 8. August 1985 kritisch. Er ist ein Schwerwasserreaktor mit 100 Megawatt Leistung und produziert ca. 20 Kilogramm Plutonium pro Jahr.
Die PURNIMA-Reihe:
- PURNIMA-I wurde am 1. Mai 1972 gestartet und ist inzwischen wieder abgeschaltet.
- PURNIMA-II wurde am 10. Mai 1984 gestartet und ist ebenfalls wieder abgeschaltet und war ein Leichtwasser-Forschungsreaktor.
- PURNIMA-III wurde 1994 gestartet und arbeitet mit U233. Er ist vermutlich der Vorgänger des KAMINI in Kalpakkam.

Nach Verzögerungen soll ab 2007 der Advanced Heavy Water Reactor (AWHR) gebaut werden. Der Forschungsreaktor soll eine Leistung von 300 Megawatt haben. Er ist ein wichtiger Teil des geplanten Thoriumzyklus, hier soll das Uran erbrütet werden. Der Baubeginn war für 2015 geplant.
Ein Forschungsreaktor mit der Bezeichnung Compact High Temperature Reactor (CHTR) wurde gebaut. Der Anlauf war für 2010 geplant. 2011 wurde über die Fertigstellung berichtet.

## Andere Anlagen
Das Plutonium Separation Plant in Trombay ist eine Anlage zur Plutonium- und Urananreicherung. Die Pläne sollen ursprünglich von Vitro International (USA) kommen.
Seit 1964 wird hier aus den Brennstäben des CIRUS-Reaktors Plutonium extrahiert, später auch aus dem Dhruva-Reaktor. Die Anlage kann ca. 150 Tonnen Brennstoffe pro Jahr verarbeiten.
Seit 1985 gibt es auch eine Anlage zur Urananreicherung mit Hilfe von Ultrazentrifugen.
Als Ergänzung existiert seit 1993 auch eine Anlage zur Anreicherung mit Laserverfahren.

## Unfälle
Am 13. Dezember 1991 brach eine Leitung, die radioaktives Schmutzwasser in die See leitet. Mehrere Arbeiter wurden bei den Aufräumarbeiten verstrahlt.

## Daten der Reaktoren
Das Bhabha Atomic Research Centre besitzt vier in Betrieb befindliche und vier abgeschaltete Reaktoren:
| Name des Reaktors | Reaktortyp         | Leistung | Brennstoff          | Inbetriebnahme | Abschaltung |
| ----------------- | ------------------ | -------- | ------------------- | -------------- | ----------- |
| APSARA            | Swimming pool type | 1 MW     | angereichertes Uran | 04.08.1956     |             |
| CIRUS             | Vertical Tank Type | 40 MW    | Natururan           | 10.07.1960     |             |
| DHRUVA            | Vertical Tank Type | 100 MW   | Natururan           | 08.08.1985     |             |
| KAMINI            | Vertical Tank Type | 30 kW    | U-233-Al alloy      | 29.10.1996     |             |
| PURNIMA-I         | Fast Reactor       | 1 W      | Plutoniumoxid       | 18.05.1972     | 1973        |
| PURNIMA-II        | Vertical Tank Type | 100 mW   | U233                | 10.05.1984     | 1986        |
| PURNIMA-III       | Vertical Tank Type | 1 W      | U233                | 09.11.1990     | 1991        |
| ZERLINA           | Vertical Tank Type | 100 W    | Natururan           | 14.01.1961     | 1983        |